# مارلين جنكينز
مارلين جنكينز (بالإنجليزية: Marilyn Jenkins)‏ هي لاعب كرة قاعدة أمريكية، ولدت في 18 سبتمبر 1934 في غراند رابيدز في الولايات المتحدة.